# Arsenopirita

A arsenopirita ou arsenopirite é um mineral, sulfarsenieto de ferro, ocorre em cristais pseudo-ortorrômbicos e é o principal minério de arsénio. Ocorre principalmente no Brasil (MG; GO; BA; RN) e no Chile, África do Sul, Austrália, China, Canadá, Índia, Rússia, Filipinas e EE.UU.

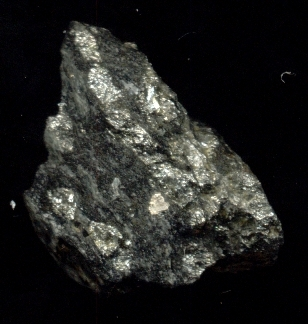
Arsenopirita

## Ficha Técnica
- Grupo:Sulfetos
- Sistema cristalino:Monoclínico
- Fórmula química:FeAsS2
- Dureza:5 ( escala de Mohs )
- Densidade:253,2252012
- Clivagem:Perfeita
- Fratura:Ausente
- Cor: Prateado a cinza
- Cor do traço:negro
- Brilho:Metálico
- Fluorescência:Ausente